# Advisory board
Un advisory board (o consiglio consultivo) è un organismo che fornisce pareri non vincolanti di tipo strategico al management di una società, organizzazione o fondazione. La natura informale dell'advisory board consente maggiore flessibilità rispetto al consiglio di amministrazione, o CdA (in inglese board of directors). A differenza di quest'ultimo, infatti, l’advisory board (di seguito AB) non ha autorità di voto su questioni societarie né responsabilità legali di tipo fiduciario. 
Molte società nuove (startup) o piccole e medie imprese scelgono di dotarsi di un AB per usufruire delle conoscenze di altri, senza sobbarcarsi dei costi e dover gestire le formalità di un CdA.

## Funzioni
La funzione di un AB è quella di offrire assistenza alle imprese su questioni che spaziano dal marketing alla gestione delle risorse umane alle questioni legali / regolamentari. Gli AB sono composti da consolidati esperti che offrono consigli innovativi e prospettive inedite. Con incontri tipicamente trimestrali o semestrali, gli AB possono fornire direzione strategica, guidare miglioramenti di qualità e verificare l’efficacia di programmi di cambiamento.
Gli imprenditori, specialmente di start-up o piccole e medie imprese, possono non volere diluire il controllo dotandosi di CdA con responsabilità formali e relative deleghe. In questi casi un AB può costituire una soluzione più adatta per imprenditori che vogliono avere accesso ad assistenza di alta qualità e migliorare i contatti nel proprio settore.
L’advisory board, in quanto gruppo esterno, ha anche il vantaggio di offrire informazioni e consigli non interessati agli imprenditori.
Gli AB possono anche essere implementati in settori diversi dal business quali ad es, l’ambito scientifico, medicina, tecnologico, editoria, gruppi di interesse politico e altri ancora. 

## Ruoli e responsabilità dei membri di un advisory board
- migliorare la conoscenza del business, del mercato e dei trend del settore industriale
- fornire un “saggio consiglio” su temi proposti dal proprietario o dal management
- fornire un punto di vista disinteressato e idee da un punto di vista esterno
- incoraggiare e supportare l’esplorazione di nuove idee di business
- rappresentare una risorsa per il management
- fornire opportunità di connessioni e incontri (networking) ai direttori e alla società
- incoraggiare lo sviluppo di un sistema di governance che permetta una crescita sostenibile alla società
- monitorare la performance della società
- criticare costruttivamente il management per migliorare il business

## Motivi per creare un advisory board
Il motivo principale per creare un AB è quello di cercare know-how e conoscenze al di fuori della propria società. I membri di un AB dovrebbero essere in grado di fornire alla società conoscenze, capacità di analisi e pensiero strategico relativamente al settore in cui opera la società.
Le società dovrebbero cercare persone le cui qualità complementano quelle dell’attuale consiglio di amministrazione piuttosto che mascherare gap di conoscenza o capacità del management. Un AB rinforza il comitato direttivo ma non interferisce con la sua autorità e le sue deleghe. 

## Creare e gestire un advisory board
Ci sono due domande fondamentali che ci si deve fare prima di creare e gestire un advisory board. La prima domanda è chi vuole ottenere cosa da un AB. La seconda è come gestire un AB. In particolare, i punti seguenti devono essere considerati. 

### Mandato
Il profilo dei componenti dell’AB deve essere determinato dalla natura di ciò che ci si aspetta da loro da parte della società. I membri di un AB dovrebbero avere una specifica conoscenza dei diversi aspetti del business quali marketing, sviluppo prodotti, tecniche di vendita che sono prerogativa dei direttori.
Una mancata definizione di “cosa ci aspettiamo dall’advisory board” piuttosto che “che tipo di consiglio vogliamo cercare” conduce ad un organismo disorganizzato, con minore ritorno (€/ora investita) rispetto ad un AB con una missione ben definita. Alla fine il rischio può essere in uno spreco di tempo e risorse sia per la società che per i membri dell’AB.

### Scopo
L’advisory board deve stabilire quale sia lo scopo del comitato, ovvero se si tratti di uno scopo a largo spettro piuttosto che molto limitato ad es. su una specifica caratteristica di un prodotto. I membri di un AB devono condividere lo stesso obiettivo o interessi simili.

### Dimensioni
Le dimensioni di un AB influenzano l’efficienza nel produrre risultati nel tempo ed efficacia nell’organizzazione e conduzione delle riunioni del comitato. Un gruppo troppo esteso può dar luogo a problemi di gestione. Pertanto si suggerisce che un AB inizi alla definizione di un leader e poi cresca gradualmente da un numero ristretto fino alle dimensioni ottimali. Le dinamiche di gruppo suggeriscono che il numero massimo di membri per un AB sia otto, che include anche i partecipanti della società stessa e altri facilitatori. In alcuni casi, lo scopo dell’AB può richiedere una rappresentanza più numerosa per rappresentare diversi stakeholders.

### Organizzazione e frequenza delle riunioni
Il funzionamento di un AB dipende fortemente da come le attività del gruppo sono organizzate e dirette. Una riunione fissa si dovrebbe tenere regolarmente (mensilmente, annualmente o secondo altre frequenze) e i membri dell’AB dovrebbero essere ben informati dell’agenda e ricevere informazioni di contesto in modo tale da poter fornire il massimo valore aggiunto.
Un documento informativo – di dimensioni e dettagli opportuni -  dovrebbe essere fornito ai membri dell’AB per fornir loro le informazioni utili per poter svolgere nel modo migliore il loro ruolo di consiglieri. Se vi sono elementi di confidenzialità, essi devono essere chiaramente specificati.
E’ suggerito che vi sia un facilitatore / amministratore / segretario per organizzare le riunioni dell’AB e gestire il materiale dei meeting. Il facilitatore o il leader del gruppo deve essere attento alla gestione del tempo delle riunioni. Un’agenda può migliorare l’organizzazione e la gestione del tempo delle riunioni. 

### Termini di partecipazione
I componenti di un AB possono essere nominati con un mandato di durata finita, ad es. 2 o 3 anni in modo tale da permettere loro di essere attivamente coinvolti nella società ma al tempo stesso di non rilassarsi troppo nella loro posizione. I termini di partecipazione sono importanti quando si tratta di un allargamento del gruppo; essi assicurano che le dimensioni dell’AB consentano una gestione efficiente e razionale.

### Compenso
I membri di un AB servono una società per una serie di motivi, che vanno dalla lealtà personale al compenso economico, che deve essere adeguato al profilo e al tempo dedicato.

## Vantaggi di un advisory board

### Controllo a distanza
Le società multinazionali normalmente stabiliscono filiali locali per gestire il loro business in particolari nazioni per motivi di costi minori (es. tasse), per costi inferiori di materie prime, o per altri motivi organizzativi. D’altra parte, il conferimento di autorità della propria filiale ad un gruppo esterno di direttori può aumentare i rischi e l’instabilità della società. Dal momento che un AB può operare in una sede diversa, con cultura e norme differenti, in una lingua diversa, le società multinazionali possono scegliere di dotarsi di un AB piuttosto che un Board od Directors per evitare la perdita di controllo.

### Responsabilità
Un AB può fornire garanzie per mantenere la società in linea con la strategia, mentre lo staff è responsabile dei risultati.

### Test dei candidati al consiglio di amministrazione
Alcune società possono scegliere di creare un AB prima di nominarne uno o più membri nel CdA. Per avere un CdA efficace è necessario un gruppo di individui con una buona interazione oltre che le capacità e competenze adeguate per guidare il business. Avere un AB permette alle società di verificare l’impegno e le capacità di ogni partecipante e osservare l’interazione prima di nominarli nel CdA.

### Maggiore efficienza
Un CdA troppo grande può creare complessità organizzativa e problemi di comunicazione, generando una situazione di inefficienza. Si può quindi scegliere di creare un AB per evitare la crescita di dimensioni del CdA, evitando inoltre le complessità e le implicazioni tipiche del CdA,

### Consiglio formale
La complessità delle società e la velocità con cui evolve il loro business può rendere difficile ricercare un consiglio su un argomento specifico. Le società possono anche trovare difficile reperire individui o gruppi di fiducia ai fini di ottenere una guida strategica continua e significativa. Un AB può quindi fornire il giusto grado di consistenza, durata e conoscenza del contesto e fornire consigli affidabili. I membri di un AB ricevono un compenso per fornire pareri ponderati. Questo offre un incentivo ai membri di un AB a fornire suggerimenti di qualità e a dare priorità alle richieste di supporto.

### Minor pressione sui direttori
Un direttore può utilizzare l’AB per testare in tutta tranquillità soluzioni o strategie anche se definiti parzialmente dal momento che l’unico scopo dell’AB è quello di fornire pareri. Questo gli permette di far delle prove prima di affrontare il CdA dove sono invece richieste decisioni definitive ed esecutive. Il CdA controlla il CEO e stabilisce il suo compenso. Mentre un AB sostiene il cambiamento nella società per il bene della società stessa, un CdA che chiede un cambiamento potrebbe sembrare una mancanza di fiducia nel proprio CEO. Questo meccanismo genera una grande pressione sui direttori e potrebbe diventare un ostacolo affinché essi possano esprimere i loro problemi e ricercare consiglio al CdA. Per tutti questi motivi, un AB può fungere da “porto sicuro” al fine di ricercare pareri e testare diverse opzioni di business.

### Assenza di conflitti
Qualsiasi sia il parere dell’AB, qualsiasi decisione operativa (es. cambio di politica o di gestione finanziaria) richiede l’approvazione del CdA.

### Input focalizzato
Una società può aver bisogno di un parere su un aspetto specifico del proprio business (ad es. Marketing, sviluppo prodotti, servizio al cliente o espansione della rete di distribuzione). Mentre il CdA deve tener conto di tutti gli aspetti e seguire tutta una serie di procedimenti amministrativi (es. approvazioni formali, ratifiche etc..) un AB può focalizzarsi direttamente su un tema specifico e fornire un parere. 

## Svantaggi di un advisory board

### Minor remunerazione
Un AB tratta uno spettro di temi più ristretto e si incontra meno spesso del CdA. I membri del AB hanno un impegno inferiore rispetto a quelli del CdA. Ciò si riflette in una remunerazione complessiva inferiore rispetto al CdA. Cionondimeno, i compensi per i membri dell’AB dipendono da diversi fattori, incluso il ritorno sull’investimento (RoI), il tempo, l’organizzazione e i costi di partecipazione. 

### Assenza di responsabilità
Il CdA è esposto a una serie di responsabilità di tipo legislativo, fiduciario e finanziario. Le responsabilità includono salari non pagati, tasse non pagate, danni ambientali etc.. Per questo i direttori sono costretti a prendere le decisioni e definire le politiche in modo da minimizzare i rischi complessivi. Al contrario, un AB non è soggetto a questo tipo di responsabilità e quindi potrebbe indurre la società a prendere rischi eccessivi.